# آموزش دوزبانه
در آموزش دو زبانه، آموزش دانش آموزان به دو (یا بیشتر) زبان انجام می‌شود. این نوع آموزش از یادگیری زبان دوم به عنوان یک درس متمایز است زیرا هر دو زبان برای آموزش در زمینه‌های محتوایی مختلف مانند ریاضی، علوم و تاریخ مورد استفاده قرار می‌گیرند. زمان صرف شده در هر زبان به مدل آموزش بستگی دارد. به عنوان مثال، برخی از مدل‌ها بر ارائه آموزش به هر دو زبان در کل دوره آموزشی دانش آموز متمرکزند، در حالی که برخی دیگر تدریجاً به آموزش تنها به یک زبان انتقال پیدا می‌کنند. هدف نهایی آموزش دوزبانه، داشتن تسلط و سواد به هر دو زبان از طریق راهبردهای مختلف مانند ترازبانگی و بازنویسی است.

## مدل‌های برنامه آموزش دو زبانه
چندین روش مختلف برای دسته‌بندی مدل‌های آموزش دوزبانه وجود دارد که یکی از رایج‌ترین رویکردها جداسازی برنامه‌ها بر اساس هدف نهایی آنهاست.

## استراتژی‌های آموزش دو زبانه

### ترازبانگی
ترازبانگی زبان یا اختلاط زبان استراتژی ای است که بر استفاده از تمام زبان‌هایی که یک دانش آموز می‌داند برای حمایت از یادگیری او تأکید می‌کند. یکی از نمونه‌های آن این است که به دانش‌آموزان اجازه داده شود هنگام بحث در مورد محتوای تحصیلی مختلف، خود را به یکی یا هر دو زبان ابراز کنند. تمرین ترازبانگی می‌تواند به دانش آموزان کمک کند تا راحت تر تکلم بین زبان‌ها را جابجا کنند.

### جداسازی زبان
جداسازی زبان در کلاس درس به اختصاص یک زبان خاص برای یک زمان، محتوا یا فعالیت خاص با هدف کمک به دانش آموزان برای تمرکز بر توسعه مهارت‌های خود در آن زبان اشاره دارد. برنامه‌های دوزبانه اغلب هر دو روش جداسازی زبان و ترازبانگی را برای تسهیل دانش آموزان در سوادآموزی به هر دو زبان ترکیب می‌کنند.

## اثرات آموزش دو زبانه

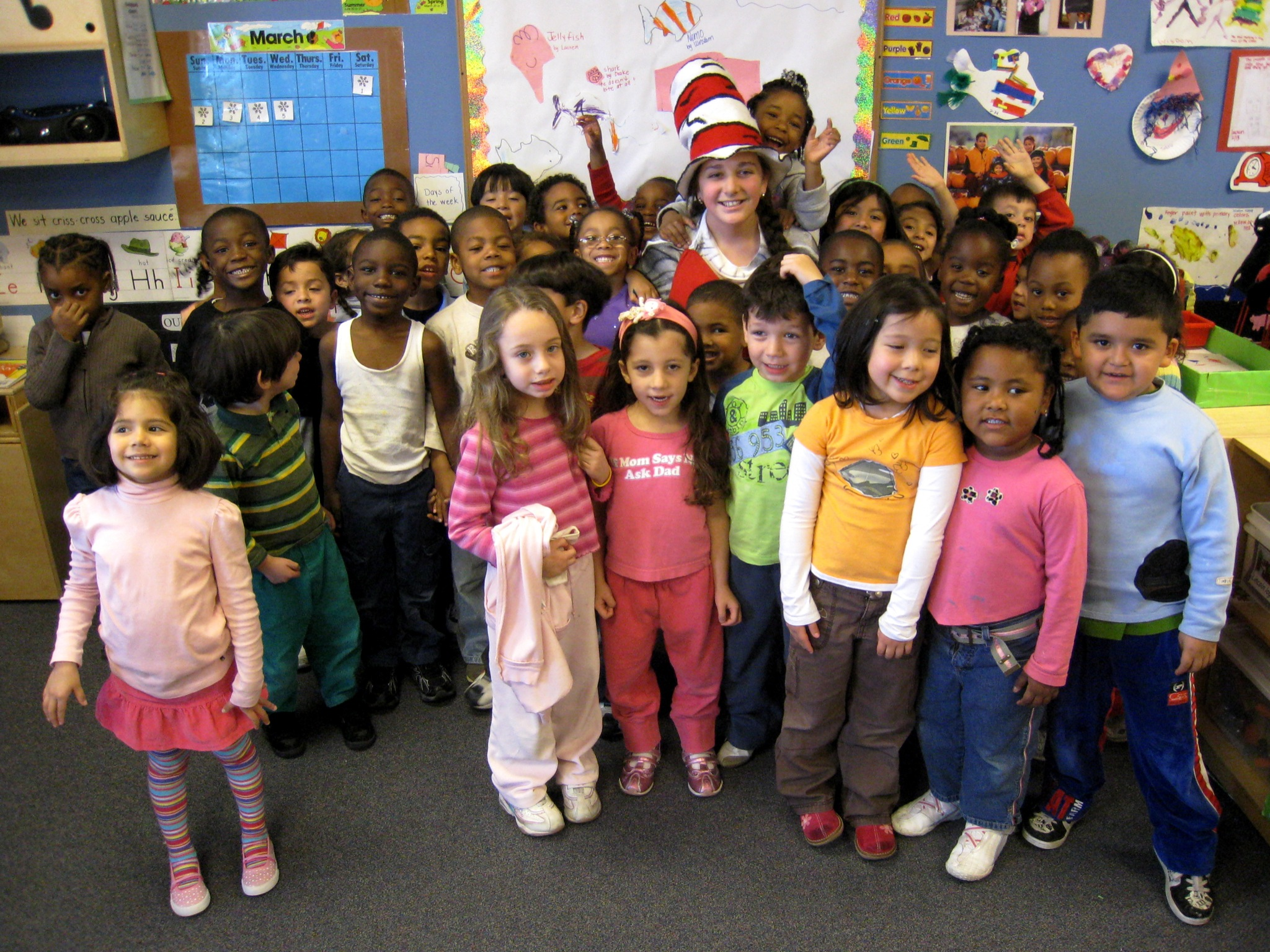
تئاتر دو زبانه کودکان روز دکتر سوس

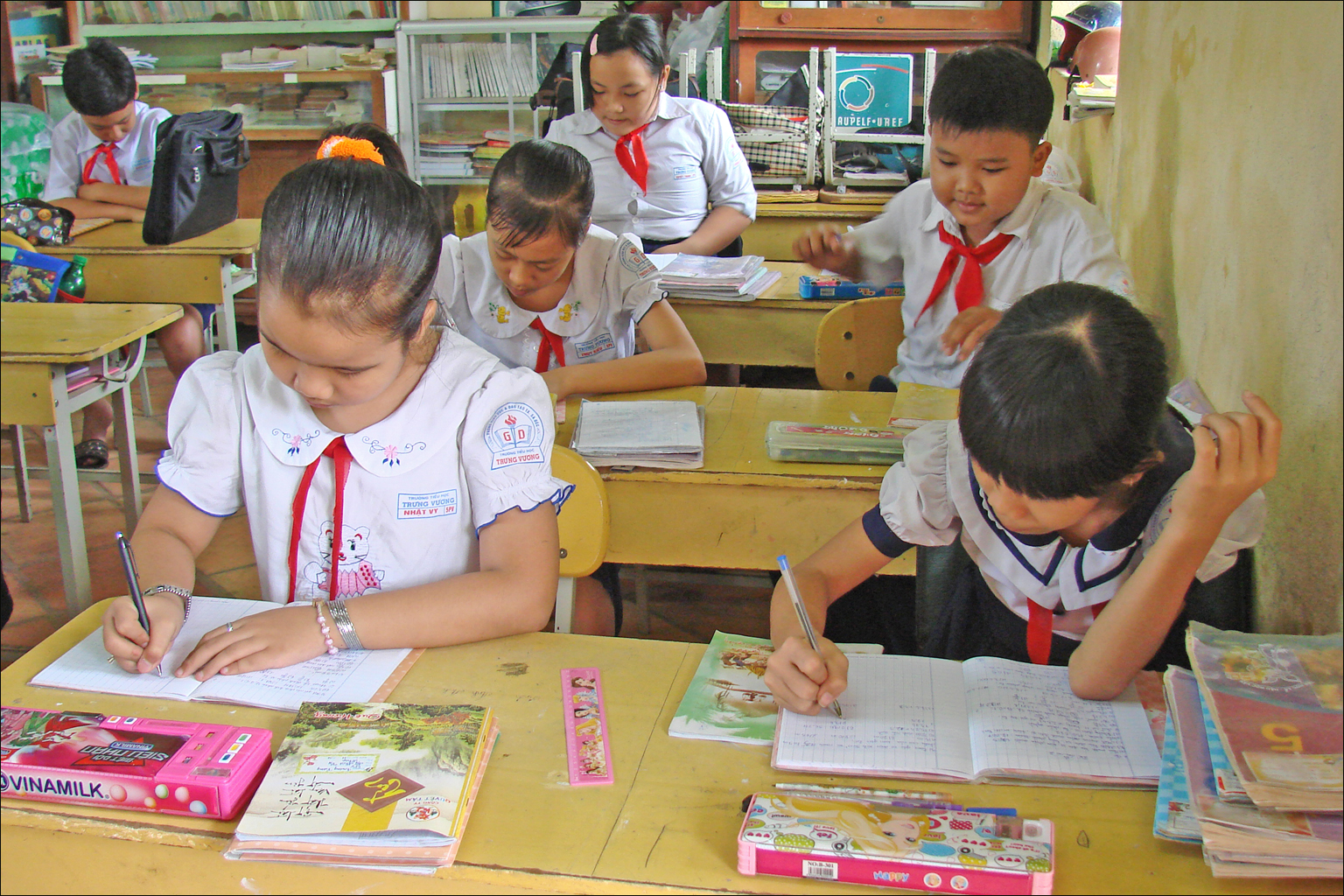
مدرسه دو زبانه فرانسوی زبان Trung Vuong

این بخش به‌طور خاص بر تأثیرات آموزش دوزبانه متمرکز است،

### مزایای آموزش دو زبانه
بارزترین مزیت آموزش دو زبانه، مهارت و سواد به دو (یا چند زبان) است. تسلط به چند زبان می‌تواند منجر به افزایش گزینه‌های شغلی و همچنین ایجاد فرصت‌های بیشتر برای ارتباطات بین فرهنگی شود.
آموزش دوزبانه همچنین می‌تواند از زبان اقلیت‌ها از طریق ارتباط با ارزش زبان خانه یا میراثی آنها پشتیبانی کند و در نتیجه باعث افزایش عزت نفس شود. علاوه بر این، نشان داده شده است که مدل‌های آموزش دوزبانه مشارکت و حضور دانش‌آموزان و مشارکت والدین در فعالیت‌های مدرسه را بهبود می‌بخشد.
آموزش دوزبانه از دانش آموزان برای باسواد شدن به هر دو زبان پشتیبانی می‌کند، که نشان داده شده است که نمرات خواندن را برای دانش آموزان به هر دو زبان افزایش می‌دهد. محققان بر این نظر بوده‌اند که این می‌تواند به این دلیل باشد که دانش‌آموزان در برنامه‌های دوزبانه آگاهی بیشتری نسبت به زبان‌ها و سیستم‌های نوشتاری خود دارند.
در حالی که تحقیقات قابل توجهی در مورد «مغز دوزبانه» انجام شده است، تحقیقات به‌طور خاص در مورد اینکه چگونه آموزش دو زبانه بر ساختار و فعال سازی مغز تأثیر می‌گذارد، نسبتاً محدود است . اگرچه بسیاری از تحقیقات در مورد دوزبانه‌ها نشان می‌دهد که مزایای دوزبانگی زمانی حداکثر می‌شود که کودکان در سنین پایین با چندین زبان مواجه شوند، همان‌طور که در بسیاری از برنامه‌های آموزشی دوزبانه این‌طور است. با این حال، برخی تحقیقات اولیه نشان داده است که کودکان پیش دبستانی در برنامه‌های آموزشی دوزبانه در پاسخ به زبان‌های شناخته شده و ناشناخته الگوهای فعال سازی مغزی مشابه بزرگسالانی دارند که چندین سال است دارند زبان دوم را یادمی‌گیرند.

### معایب آموزش دو زبانه
در بسیاری از کشورهای انگلیسی زبان، آزمون‌های استاندارد به زبان انگلیسی هستند، بنابراین فشاری برای به حداکثر رساندن زمان صرف شده برای یادگیری زبان انگلیسی وجود دارد. طرفداران این چارچوب بندی از غوطه‌ورسازی ساختارمند انگلیسی حمایت می‌کنند که در آن دانش‌آموزان بیشتر روز خود را به یادگیری زبان انگلیسی و به زبان انگلیسی با پشتیبان‌های تکیه گاهی بر اساس دانش فعلی انگلیسی خود سپری می‌کنند.
آموزش دوزبانه مستلزم آن است که معلمان به هر دو زبان مسلط و باسواد باشند، در مقایسه با برنامه‌های انگلیسی به عنوان زبان دوم که فقط معلمان را ملزم به تسلط و سواد انگلیسی می‌کند.

### برنامه‌های دو زبانه برای احیای زبان
آموزش دو زبانه همچنین می‌تواند از تلاش‌های احیای زبان در کشورهای دارای زبان‌های در معرض خطر حمایت کند. این زبان‌های غیرفعال به شدت در فرهنگ، مکان و هویت جامعه بعدی در هم تنیده‌اند، بنابراین ایجاد برنامه‌های دوزبانه برای کمک به بیداری مجدد زبان‌های در معرض انقراض بسیار مفید است. به‌طور کلی، زبان‌های اولیه و ثانویه رسمی یک کشور برای برنامه‌های دوزبانه ترجیح داده می‌شوند، اما برنامه‌های دوزبانه در حال ظهوری برای رایج کردن مجدد یک زبان در معرض خطر در یک جامعه وجود دارد. این سیاست‌های آموزشی برای توسعه هویت جوامع و نسل بعدی ضروری هستند. نمونه ای که مانع این امر شد، مدارس مسکونی کانادا است. کودکان به دلیل صحبت کردن به زبان مادری خود به شدت تنبیه شدند، که باعث آسیب نسلی در میان تعداد زیادی از افراد سرخپوست شده است که در سراسر کشور در این مدارس تحصیل می‌کردند. با این حال، درس‌های برجای مانده از رویدادهایی مانند این، به گسترش آگاهی در مورد احیای زبان کمک کرده است.
برنامه‌های دو زبانه برای احیای زبان دشواری‌هایی دارند. هر زبان متفاوت است و کمبود منابع آموزشی و آموزشی برای معلمان به آن زبان خاص وجود دارد. علاوه بر این، تحقیقات کافی در مورد هدف برنامه‌های دوزبانه انجام نشده است: آیا تصدیق فرهنگی است یا دوزبانگی؟ اغلب بین سیاست‌های آموزشی دولت و اجرای واقعی سیاست‌های مذکور تضاد وجود دارد. همان‌طور که گفته شد، پیشرفت فوق‌العاده ای در کار برنامه‌های دوزبانه وجود داشته است، که یکی شان در نیوزلند است. جامعه مائوری در منطقه Te Kōhanga Reo یک برنامه دوران کودکی به زبان اولیه ایجاد کرد که شامل آداب و رسوم سنتی این فرهنگ است. این برنامه دارای گویشوران بومی است و همچنین اذغان می‌کند که گویشوران جدید و آینده می‌توانند به زبان کمک کنند تا با دوران مدرن‌تر سازگار شود.
به لطف برنامه‌های نوظهور احیای زبان، جماعات بیشتری می‌توانند از هنجار سازگاری رهایی یابند - این که به دلیل تنش‌های سیاسی، مانند استعمار که هنوز در بیشتر کشورها وجود دارد، از صحبت به زبان مادری خود احساس خطر می‌کنند. به کمک این برنامه‌های دوزبانه دیگر نباید مسئله ای دربارهٔ این که زبان و دانش چه کسی ارزشمندتر است، باقی بماند.